# Emil Hemeter

Emil Hemeter

Emil Hemeter (* 4. Mai 1880 in München; † 20. April 1945 in Gentha) war ein deutscher Politiker (DNVP, Deutsches Landvolk).

## Leben und Wirken
In seiner Jugend besuchte Hemeter die Volksschule und ein Gymnasium in München. Nach einer dreijährigen praktischen Lehrzeit in der Landwirtschaft in Bayern studierte Hemeter sechs Semester Landwirtschaft an der Universität Leipzig. Er schloss seine Ausbildung mit dem Examen als Landwirtschaftslehrer und Tierzuchtinspektor ab.
Von Juli bis November 1903 war Hemeter als Assistent am landwirtschaftlichen Institut der Universität Leipzig tätig. In den Wintersemestern 1903/1904 und 1904/1905 fungierte er als Landwirtschaftslehrer an der Landwirtschaftlichen Winterschule in Genthin in der preußischen Provinz Sachsen und in den Sommersemestern 1904 und 1905 als Assistent der Tierzuchtabteilung der Landwirtschaftskammer für die Provinz Sachsen in Halle.
Im Herbst 1905 gründete Hemeter im Auftrag der Landwirtschaftskammer für die Provinz Sachsen die landwirtschaftliche Winterschule Elsterwerda, die er vom Herbst 1905 bis Herbst 1925 als Direktor leitete. Nebenbei war er Mitarbeiter der Zeitschriften Deutsche landwirtschaftliche Tierzucht und Illustrierte landwirtschaftliche Zeitung.
Vom Herbst 1925 bis mindestens 1930 leitete Hemeter dann die Landwirtschaftsschule und Wirtschaftsberatungsstelle in Jessen.
Anlässlich der Reichstagswahl vom Juni 1920 wurde Hemeter für die Deutschnationale Volkspartei (DNVP) als Abgeordneter in den Reichstag gewählt. Bei den beiden Reichstagswahlen von 1924 und der Reichstagswahl von 1928 wurde er jeweils wiedergewählt. Bei der Reichstagswahl 1930 kandidierte er für die Christlich-Nationale Bauern- und Landvolkpartei für die er, nach erfolgreicher Wahl, bis zum Juli 1932 als Abgeordneter des Wahlkreises 11 (Merseburg) im Reichstag saß. Als Politiker war er vor allem an wirtschaftspolitischen Fragen interessiert.
Im Jahr 1924 übernahm Hemeter zusätzlich zu seinen sonstigen Tätigkeiten das Rittergut Gentha als praktisch ausübender Landwirt, das er bis 1945 bewirtschaftete. 
Hemeter engagierte sich ferner auf vielfältige Weise in landwirtschaftlichen Standesorganisationen: So war er Mitbegründer des Landbundes der Provinz Sachsen und der Landwirtschaftlichen Fortbildungsschulen im Kreise Torgau; Kreislandwirtschaftsinspektor für die Kreise Liebenwerda und Torgau; Geschäftsführer der Landwirtschaftlichen Kreisvertretung des Kreises Liebenwerda; Direktor der Kreisbauernschaft des Kreises Liebenwerda; stellvertretender Vorsitzender der Arbeitsgemeinschaft des Kreises Liebenwerda; Vorsitzender der Kreis-Bullen- und Eber-Körkommission des Kreises Torgau; Taxator bei der Pferde-Aushebungskommission des Kreises Liebenwerda; Ehrenmitglied der Kreisbauernschaft im Kreise Liebenwerda; Vorstandsmitglied des Kreislandbundes Schweinitz; stellvertretendes Mitglied des Beamtenausschusses an der Landwirtschaftskammer Halle a.d.S. Seit 1905 war er auf Wanderausstellungen der deutschen Landwirtschafts-Gesellschaft Berlin, zunächst als Ordner und später als Oberstallmeister tätig.
Des Weiteren gehörte er auf kirchlicher Ebene der Provinzialsynode, dem Sozialen Ausschuss des Kirchensenats und dem Vorstand des Katharinenstiftes des Diakonissenmutterhauses der Frauenhilfe fürs Ausland der Lutherstadt Wittenberg an.
Hemeter wurde 1945 beim Einmarsch der Roten Armee in seiner Heimat auf seinem Gut von russischen Soldaten erschossen.

## Auszeichnungen
In Anerkennung seiner Verdienste um die Landwirtschaft wurde Hemeter verliehen: Die Silberne Eyth-Denkmünze der Deutschen Landwirtschafts-Gesellschaft (1925), die Silberne Busse-Tafel der Landwirtschaftskammer für die Provinz Sachsen (1928), die Landbund-Plakette vom Landbund Sachsen sowie eine Radierung "Für Verdienste um das landwirtschaftlichen Genossenschaftswesen in der Heimat" des Verbandes der Landwirtschaftlichen Genossenschaften.